# Koloniale Conferentie van 1897

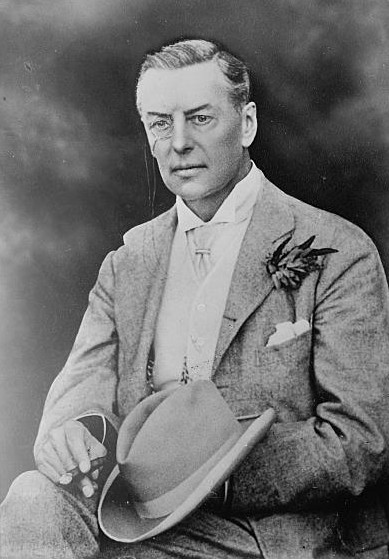
Voorzitter Joseph Chamberlain

De Koloniale Conferentie van 1897 vond plaats in Londen. Tijdens de conferentie trad de Britse minister van de Koloniën Joseph Chamberlain in overleg met de elf koloniën met zelfbestuur binnen het Britse Rijk. De conferentie vond plaats tijdens het diamanten jubileum van koningin Victoria.
Tijdens de conferentie stelde Chamberlain voor om een permanente koloniale raad (Imperial Council) in te stellen. In dit nieuw te vormen parlement zouden beslissen genomen kunnen worden die van toepassing waren voor het gehele Britse Rijk. De koloniën wezen het voorstel echter af uit angst voor verlies van autonomie.
Een ander voorstel dat Chamberlain deed was de verhoging van de bijdrage aan de Royal Navy. Sommige van de koloniën waren daar toe bereid, maar omdat anderen dwars lagen kwamen het niet tot een akkoord. Als laatste stelde Chamberlain de vorming van een douaneunie voor. Canada deed een alternatief voorstel, maar uiteindelijk werden ook op dit dossier geen knopen doorgehakt.

## Deelnemers
| Natie               | Naam               | Portefeuille                            |
| ------------------- | ------------------ | --------------------------------------- |
| Verenigd Koninkrijk | Joseph Chamberlain | Minister van de Koloniën (Voorzitter)   |
| Verenigd Koninkrijk | William Palmer     | Onderminister van de Koloniën           |
| Verenigd Koninkrijk | John Bramston      | Assistent-onderminister van de Koloniën |
| Canada              | Wilfrid Laurier    | Premier                                 |
| Kaapkolonie         | Gordon Sprigg      | Premier                                 |
| Natal               | Harry Escombe      | Premier                                 |
| Newfoundland        | William Whiteway   | Premier                                 |
| New South Wales     | George Reid        | Premier                                 |
| Nieuw-Zeeland       | Richard Seddon     | Premier                                 |
| Queensland          | Hugh Nelson        | Premier                                 |
| Zuid-Australië      | Charles Kingston   | Premier                                 |
| Tasmanië            | Edward Braddon     | Premier                                 |
| Victoria            | George Turner      | Premier                                 |
| West-Australië      | John Forrest       | Premier                                 |